# Raymond Fellay
Raymond Fellay (Verbier, 16 gennaio 1932 – Sion, 29 maggio 1994) è stato uno sciatore alpino svizzero.

## Palmarès

### Olimpiadi
- 1 medaglia, valida anche ai fini dei Mondiali:
  - 1 argento  (discesa libera a Cortina d'Ampezzo 1956).